# Hackelia leonotis
Hackelia leonotis är en strävbladig växtart som beskrevs av Ivan Murray Johnston. Hackelia leonotis ingår i släktet Hackelia och familjen strävbladiga växter. Inga underarter finns listade i Catalogue of Life.